# Тихият Дон
„Тихият Дон“ е роман от Михаил Шолохов. Първите два тома се издават през 1928 г., третият том – през 1932 г. и последният четвърти том е публикуван през 1940 г. Повествованието разказва за донските казаци през Първата световна война и Гражданската война. Комунистически писател, който е бил на страната на червените по време на Гражданската война (1917 – 1922), Шолохов отделя значително място в романа на белите казаци, а главният герой – Григорий Мелехов – в края на историята не преминава към червените казаци. Това предизвика критики от комунистически критици. Такъв спорен роман обаче е прочетен лично от Йосиф Сталин и одобрен от него за публикуване. По време на Втората световна война „Тихият Дон“ е преведен на европейски езици и придобива популярност на Запад, а след войната е преведен на източни езици.
През 1965 Шолохов получава Нобелова награда за литература за това си произведение.

## Филм
Ням кинофилм по романа „Тихият Дон“ за първи път е създаден през 1930 г. СССР. Озвучен е през 1933 г.
Романът е филмиран по-късно отново през 1958 г. През 2006 и 2015 г. са създадени сериали.

## Опера
Опера в четири действия по музика на Иван Дзержински.